# 3-D Ultra NASCAR Pinball
3-D Ultra NASCAR Pinball — відеогра для Windows і Macintosh, яка вийшла 1 грудня 1998 року. 3-D Ultra NASCAR Pinball є четвертою грою в серії 3-D Ultra Pinball. Вийшла спочатку з назвою 3-D Ultra Pinball: Turbo Racing. Гра була позитивно оцінена. 

## Реакція
Більшість відгуків на гру були позитивні. Рейтинг дорівнює 60%.

## Огляди
| Назва                        | Оцінка гри                                                                     |
| ---------------------------- | ------------------------------------------------------------------------------ |
| GameGenie                    | 80/100                                                                         |
| GameZilla                    | «3-D Ultra NASCAR Pinball це хороша гра від якої отримуєш задоволення. 79/100» |
| GameOver Game Reviews        | Приємний досвід. 70%                                                           |
| PC Gamer                     | 65/100                                                                         |
| Gaming Entertainment Monthly | 60/100                                                                         |
| HappyPuppy                   | 5/10                                                                           |
| Gamesmania.de                | 50/100                                                                         |
| GameStar (Germany)           | 58/100                                                                         |
| PC Games (Germany)           | 43/100                                                                         |
| Power Play                   | 39/100                                                                         |